# Laboratoř

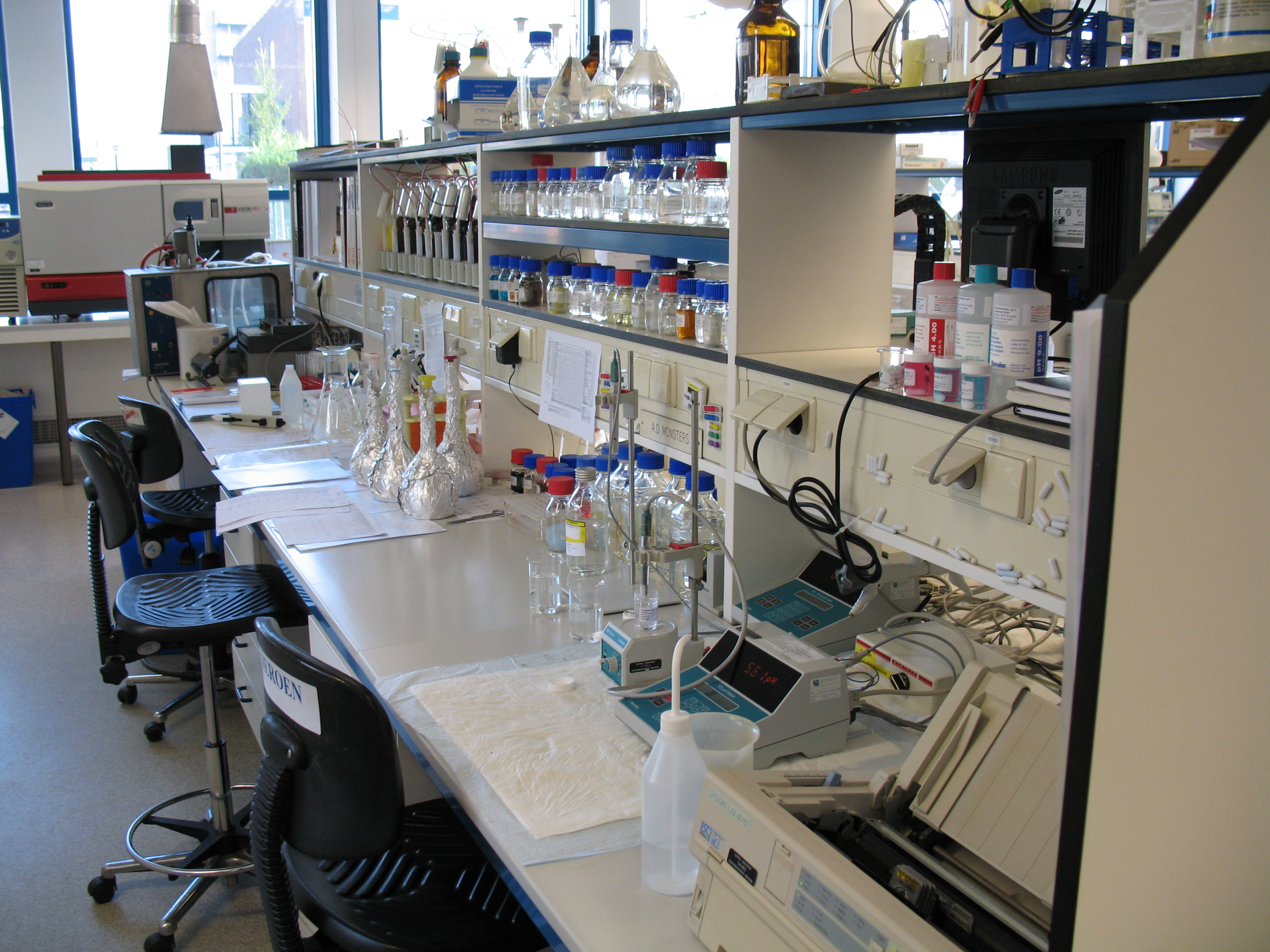
Laboratoř

Laboratoř, zastarale laboratórium, slangově laborka, labina, je specializované pracoviště či pracovna (sál, hala, místnost či jejich soustava) určené pro odborné pokusy, vědecký výzkum, technický vývoj, expertní rozbory a posudky, specializovanou diagnostiku, zkušební testy, školní výuku v dlouhé řadě oborů lidské činnosti, zvláště v oborech technických a přírodovědných. Laboratoří může být i pracoviště určené k přípravě a výrobě léčiv, zubních náhrad, výbušnin, fotografických a filmových materiálů aj.

## Vybrané příklady

### chemické laboratoře
- biochemická laboratoř
- fotochemická laboratoř
- petrochemická laboratoř
- analytická laboratoř

### fyzikální laboratoře
- laboratoř fyziky plazmatu
- optická laboratoř

### technické laboratoře
- laboratoř vysokého napětí
- metalurgická laboratoř
- zkušební laboratoř (laboratorní zkušebna)

### zemědělské laboratoře
- rostlinolékařská laboratoř
- veterinární laboratoř
- agrochemická laboratoř

### zdravotnické laboratoře
- biochemická laboratoř (laboratoř klinické biochemie)
- hematologická laboratoř
- farmaceutická laboratoř
- zubní laboratoř
- mikrobiologická laboratoř
- hygienická laboratoř
- histologická laboratoř
- cytologická laboratoř

### filmové a fotografické laboratoře
- fotolaboratoř
- filmová laboratoř

### školní laboratoře
- chemické
- fyzikální
- přírodovědné

### ostatní laboratoře
- kosmická laboratoř
- fonetická laboratoř
- kriminalistická laboratoř
- laboratoř platidel
- zkušební laboratoř

## Galerie

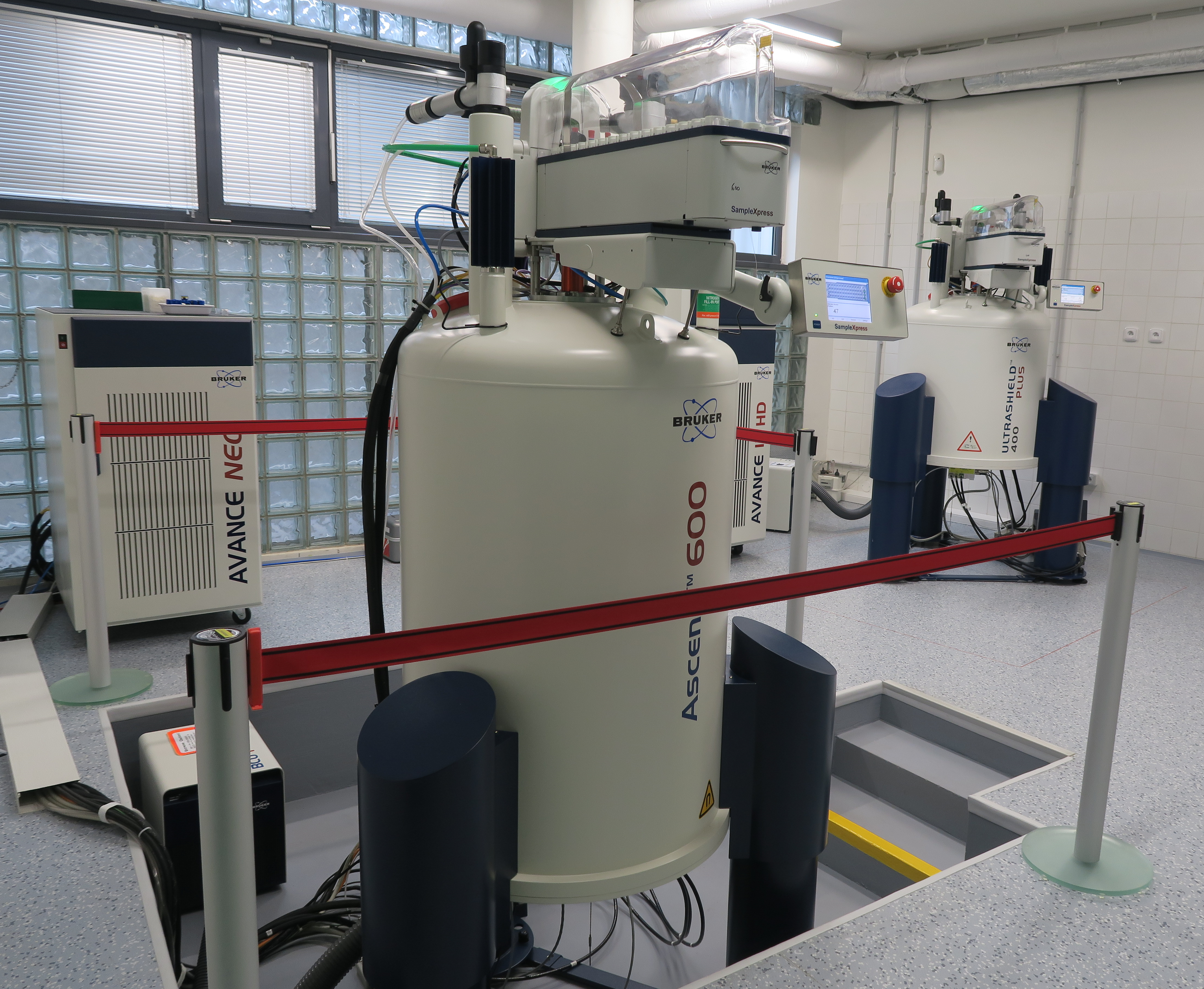
Spektrometr NMR 600MHz, v pozadí spektrometr NMR 400MHz pro stanovení izotopových poměrů stabilních izotopů vodíku např. ve vínech či lihovinách v laboratoři SZPI v Brně.
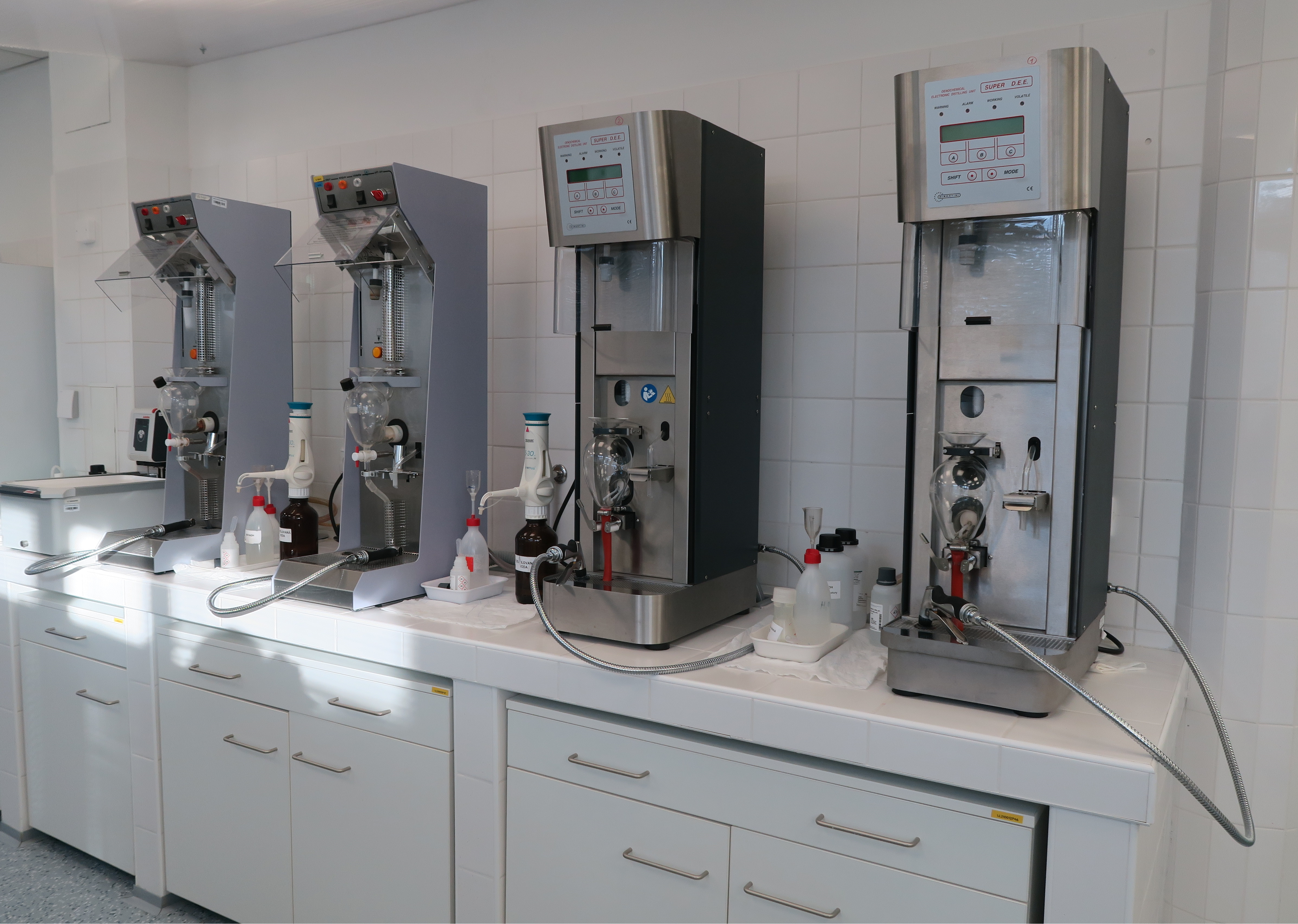
Sestava destilačních zařízení pro analýzu vína a lihovin v laboratoři SZPI v Brně.
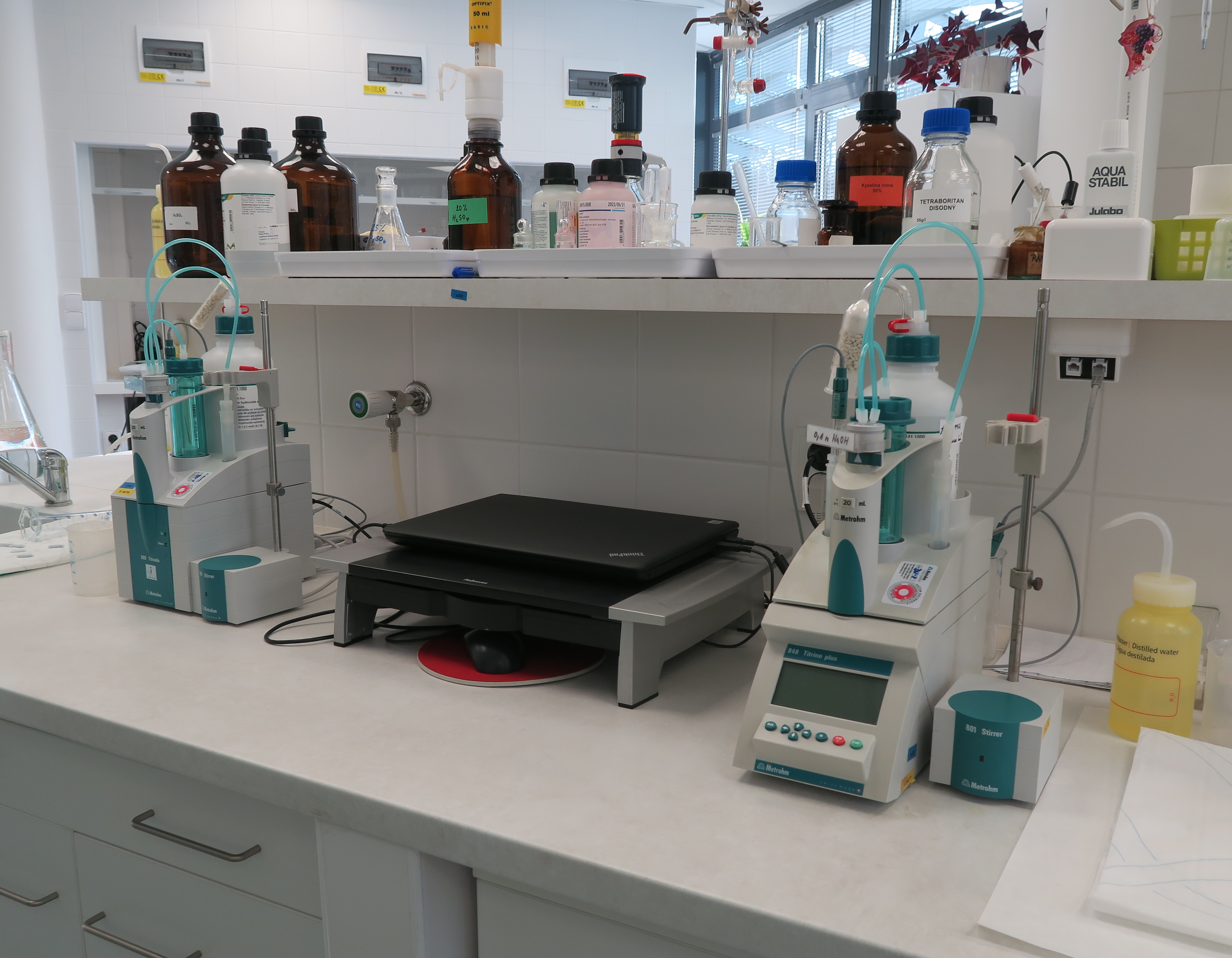
Sestava automatických titrátorů pro analýzu vína v laboratoři SZPI v Brně.
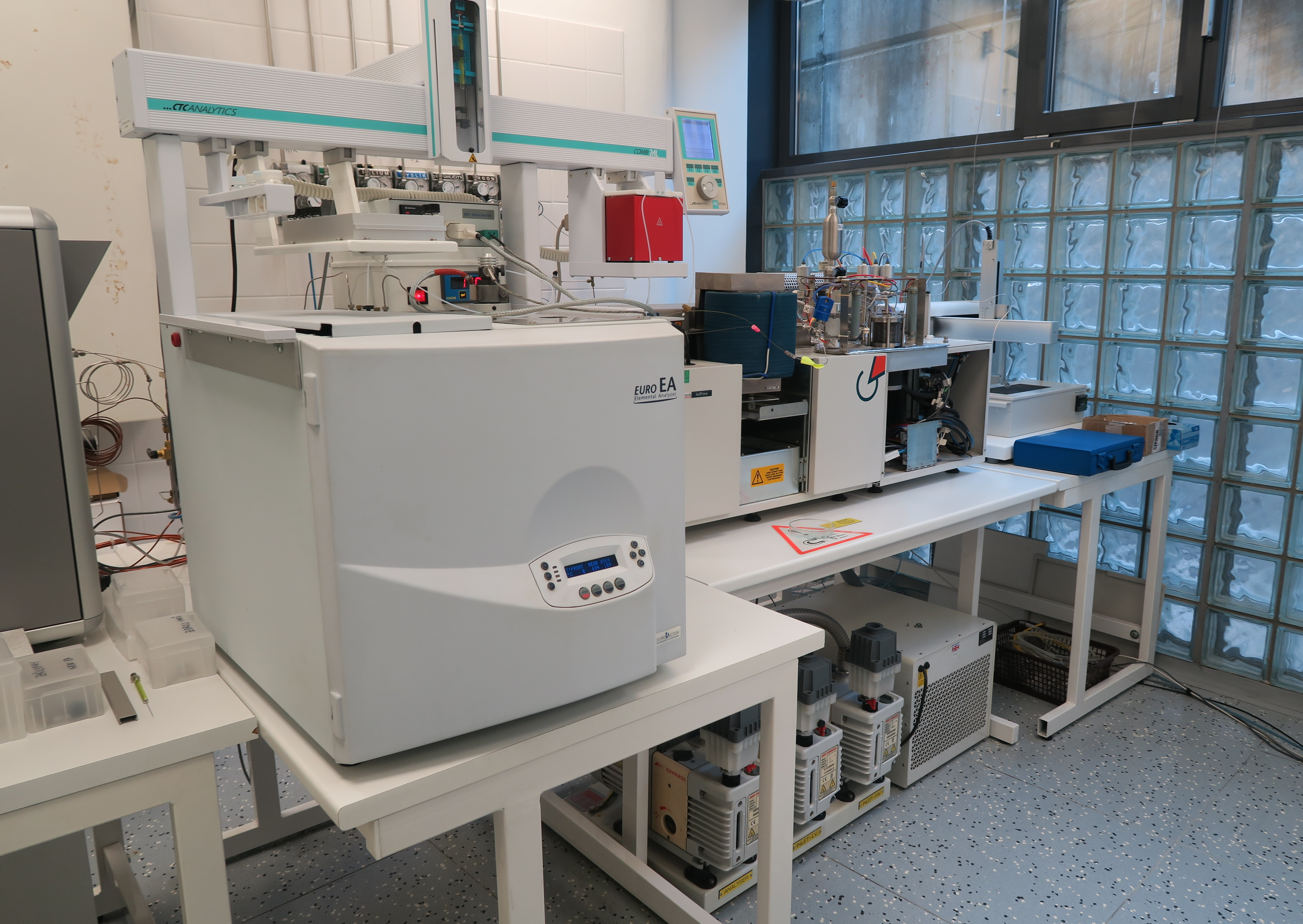
EA-IRMS: hmotnostní spektrometr izotopových poměrů s elementárním analyzátorem pro stanovení izotopových poměrů stabilních izotopů ve vínech, lihovinách, medu a přírodních sladidlech v laboratoři SZPI v Brně.